# 路易斯·萊恩
路易斯·萊恩（英語：Louis Laing；1993年3月6日—）是一位英格蘭足球運動員。在場上的位置是後衛。他現在效力於英格蘭足球冠軍聯賽球隊諾丁漢森林足球俱樂部。他也代表英格蘭U16和英格蘭U19國家隊參賽。

## 外部連結
- 足球数据库：路易斯·萊恩的球员统计数据